# 色部安長
色部 安長（いろべ やすなが）は、江戸時代中期の武士。米沢藩上杉氏江戸家老。

## 経歴
寛文4年（1664年）に上杉氏重臣で侍頭長尾景光（権四郎）の次男として米沢城下に生まれた。寛文6年7月3日（1666年8月3日）に重臣の色部清長が急死したため、清長の姉婿にあたる景光の子・安長が養子に選ばれ、幼くして色部家の家督を継いだ。
色部氏は戦国時代に上杉家に仕え、色部光長の代では長井郡金山城1万石を持つほどであったが、江戸時代になり上杉家は関ヶ原の戦いでの処罰や、米沢藩3代藩主上杉綱勝の急死により15万石にまで減封され、それに伴い家臣の家禄も縮小を重ね、色部家も安長が継承した頃には1666石となっていた。
延宝8年（1680年）4月に藩主上杉綱憲が参勤交代で江戸へ行く際にお供して初めて江戸へ入る。以降、綱憲に供して江戸と米沢を毎年のように行き来した。天和元年12月5日（1682年1月13日）に侍頭となる。元禄12年1月6日（1699年2月5日）、上杉家江戸家老に就任し、江戸在府となった。この時に妻子も米沢から江戸へ呼び寄せて、桜田の上杉家上屋敷に住ませている。江戸家老に就任した安長は窮迫する米沢藩財政の建て直しに苦心したが、特にその原因は藩主綱憲の実父吉良義央であった。浪費癖がある義央は、吉良家の普請や買掛金（商人への未払い金）をすべて上杉家に支払わせた上、毎年6000石もの援助を要求したためである。この負担の大きさは、江戸勘定方・須田右近が米沢の重臣に宛てた書状の中で「当方もやがて吉良家同然にならん」と嘆くほどであった。
元禄15年12月14日（1703年1月30日）、吉良義央に遺恨のある赤穂浪士による吉良邸討ち入りが起きた際には、実父・景光の喪中のため上杉家に出仕しておらず、事件を知った翌15日に急遽出仕した。なお、赤穂事件を扱った創作作品では、義央を救うため出兵しようとする上杉綱憲を安長が諫めるというシーンが多い。これは大佛次郎の小説『赤穂浪士』での千坂高房が綱憲を止めた場面が原因で、史実では千坂はすでに病死していることから役回りを、この頃の江戸家老である安長に代えて描かれたためである。なお、史実ではこの時実際に綱憲を諌止したのは、幕府老中からの出兵差止め命令を綱憲に伝えるべく上杉邸に赴いていた遠縁筋の高家・畠山義寧である。
安長は、その後も長く江戸家老職にあったが、享保元年8月6日（1716年9月21日）に隠居が認められて米沢に帰国した。隠居料として10人扶持を与えられて寿残斎と号す。寛保元年7月30日（1741年9月9日）に死去。享年78。米沢の千眼寺に葬られた。

## 関連作品
映画
- 『赤穂城断絶』（1978年、東映、演：芦田伸介）
- 『四十七人の刺客』（1994年、東宝、演：中井貴一）

テレビドラマ
- 『忠臣蔵』（1986年、日本テレビ、演：丹波哲郎）
- 『大忠臣蔵』（1989年、テレビ東京開局25周年記念特別番組・12時間超ワイドドラマ、演：高橋悦史）
- 『忠臣蔵 風の巻・雲の巻』（1991年、フジテレビ、演：神山繁）
- 『元禄繚乱』（1999年、NHK大河ドラマ、演：松平健）
- 『忠臣蔵〜決断の時』（2003年、テレビ東京新春ワイド時代劇、演：岸部一徳）
- 『忠臣蔵〜その義その愛』（2012年、テレビ東京新春ワイド時代劇、演：内藤剛志）

小説
- 『四十七人の刺客』池宮彰一郎（新潮社、1992年）
- 『忠臣蔵 上杉家始末』中野元（G.B.、2005年）